# Archebuză

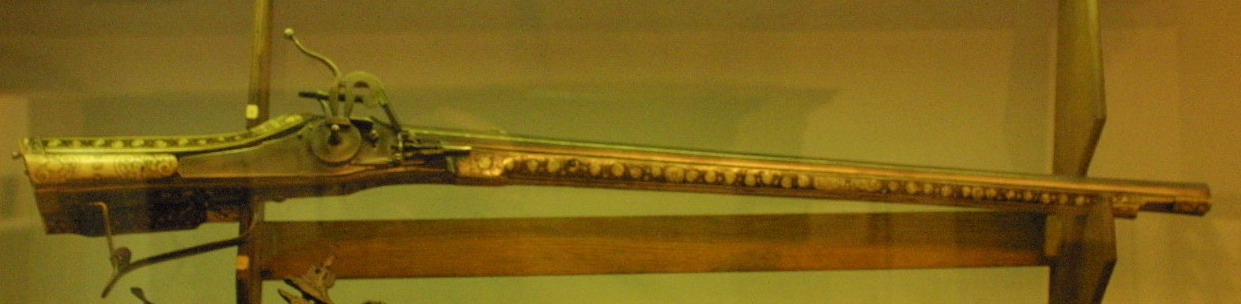
Archebuză într-un muzeu.

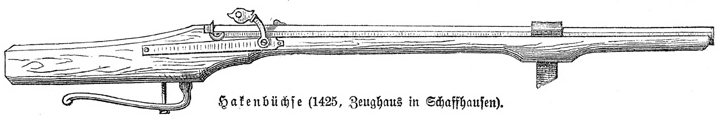
Archebuză germană.

Archebuza este o veche armă de foc, predecesoare a muschetei. Folosirea sa a fost extinsă în infanteria europeană a secolelor XV - XVII. În ciuda lungimii sale, distanța de tragere era scurtă (abia ajungea la 50 metri), dar letală, putând perfora armuri. Era ușor de manevrat și a înlocuit în scurtă vreme folosirea arbaletei, care a dispărut din uz pe la mijlocul secolului al XVI-lea. Dacă se compară prestația sa în luptă cu arcurile și arbaletele, se constată că archebuza era imprecisă și de mică distanță, dar mai puternică. Deși uzul archebuzei a fost anterior inventării muschetei, cele două arme au fost contemporane, muscheta înlocuind încet-încet în uz archebuza, care a dispărut aproape complet în secolul al XVIII-lea.

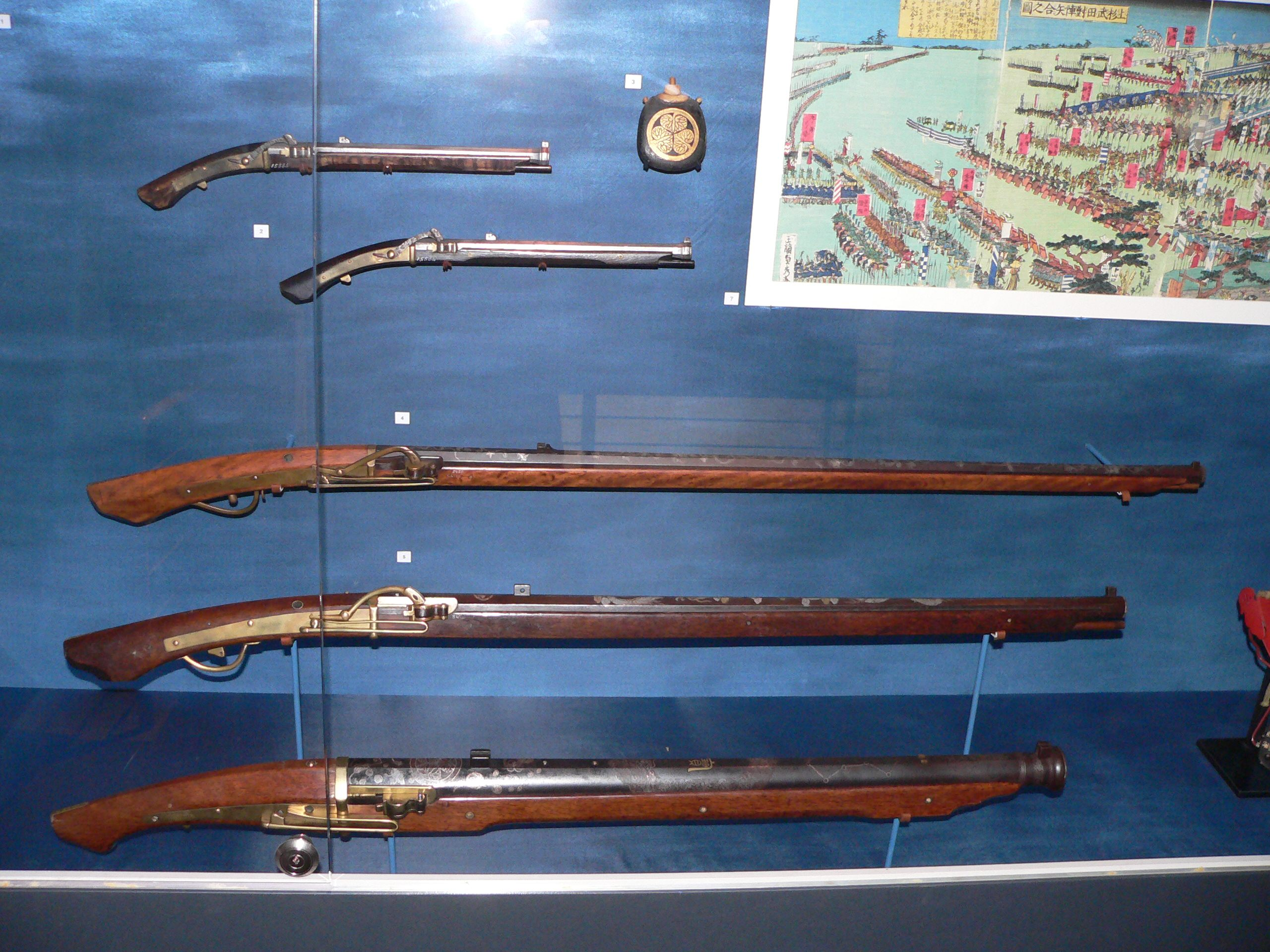
Archebuze japoneze din Era Edo.